# Powermetal.de
Powermetal.de ist ein deutsches Online-Metal-Magazin, das sich nicht nur mit Power Metal beschäftigt, sondern mit allen Spielarten der harten, gitarrenorientierten Musik. „Power“ steht, entsprechend des Slogans, für „The Power of Metal, Rock and Gothic“ wobei explizit noch Hardcore und Metalcore miteinbezogen wird.

## Geschichte
1997 registrierte Georg Weihrauch die Domain Powermetal.de und startete dort eine private Website, die sich u. a. mit einigen Heavy-Metal-Bands beschäftigte. 1999 wurde diese private Homepage in ein E-Zine für Fans von Rock, Metal und Gothic umgewandelt, und Anfang 2000 wurde der erste Artikel veröffentlicht.
Powermetal berichtete auch über Filme und Bücher, wobei die Bücherecke 2003 in das Buchmagazin Buchwurm.info unter der Chefredaktion von Andreas Jur überführt wurde, aber nach wie vor zum Powermetal.de-Netzwerk zählt.
2004 wurde der Weihrauch Medien Verlag gegründet, der seitdem Powermetal.de herausgibt. Georg Weihrauch übernahm die Position des Herausgebers, Chefredakteurin wurde Elke Huber. Der Weihrauch Medien Verlag übernahm später die Community-Dienste der Website, während die redaktionellen Inhalte von Jaeger und Villbrandt GbR herausgegeben werden.
Seit 2021 schreiben bis zu 50 musikbegeisterte Autoren aus Deutschland, Österreich und Finnland für das Magazin und versorgen es täglich mit neuen Nachrichten und Berichten.

## Powermetal Online
Im Archiv sind über 100.000 Artikel (Reviews, Interviews und Konzertberichte) verfügbar. Diese teilen sich in mehrere Rubriken auf:
- Das Newsarchiv reicht fast 15 Jahre zurück und umfasst über 50.000 Meldungen. In den News wird das aktuelle Geschehen aus der sehr vielseitigen Metal-Musikwelt behandelt.

- Neue Rezensionen finden sich zu den jeweils aktuellen Neuerscheinungen, Konzerttouren und Festivals. Mittlerweile haben sich mehr als 40.000 Reviews und rund 3.000 Konzertberichten zu Festivals und Konzerten angesammelt.

- Alles, was sich nicht kategorisieren lässt, wird in der Rubrik allgemeiner Artikel zusammengefasst, beispielsweise „Gruppentherapien“ (die ein Werk von unterschiedlichen Autoren bewerten), Bandbiographien, Specials anlässlich besonderer Veröffentlichungen, Berichte zu aktuellen Themen, Geschichten aus der Redaktion.

- Im Soundcheck findet man monatlich bis zu aktuelle 30 Alben in einer Art Redaktionscharts, deren Plätze durch die Gesamtwertungen unterschiedlicher Rezensenten zustande kommen.

- Darüber hinaus gibt es einen Veranstaltungskalender, ein Forum, Gewinnspiele, Fotos, die sich als virtuelle Postkarten versenden lassen, und auch einen Newsletter. Eine weitere Rubrik ist die Heavy Metal Paintbox: Hier gestalten jeweils zwei Musiker aus der Szene fiktive Plattencover füreinander, die im Anschluss einem Preisausschreiben zugeführt werden. Zum Thema Plattencover können Leser auch eigene Rezensionen verfassen, von denen einige unter der Rubrik Musik für die Augen: Albumkunst im Fokus im Rahmen eines Preisausschreibens veröffentlicht werden. Des Weiteren gibt es die Reihe Metal & Gothic – Porträts aus der Szene, in der Szenegänger und Leser mit ihrem Lebensstil inner- und außerhalb ihrer Subkultur vorgestellt werden, sowie eine Newcomer-Rubrik unter dem Titel One Nation Underground, welche teilweise später erfolgreiche Bands wie zum Beispiel Atlantean Kodex in ihren Demo- und Debütalbumzeiten vorstellt.[5]

## Powermetal in Aktion
Auch außerhalb des Internets ist Powermetal.de aktiv. Mit der Night of Power führte man 2004 und 2005 zweimal ein Ein-Tages-Festival durch. Zusammen mit metal.de veranstaltete man alle zwei Monate ein Konzert im LKA Longhorn in Stuttgart, und zusammen mit der Online-Community Kwick wurde ein Newcomer-Contest durchgeführt. In unregelmäßigen Abständen wird zudem vom Magazin ein Sampler unter dem Namen Metalliance herausgegeben, auf dem unbekanntere oder rare Stücke zu finden sind. Außerdem präsentiert Powermetal.de die großen deutschen Heavy-Metal-Festivals Wacken Open Air, Bang Your Head und Summer Breeze und führt an den Präsentationsständen auf den Festivalgeländen u. a. Autogrammstunden und Meet and Greets durch. Seit 2010 präsentiert Powermetal auch jedes Jahr das Party.San.
Powermetal veröffentlichte auch CDs mit Liedern, die von den Bands nie veröffentlicht wurden. Unter dem Namen „Metalliance“ wurden vier veröffentlicht. Alle sind auf amazon erwerbbar.

## Podcast – Pommesgabel
Der 2020 in das Leben gerufene Podcast „Pommesgabel“ ist auf Spotify, Apple Music Youtube, Radiobob, Audible und vielen weiteren Seiten hörbar. „Pommesgabel“ ist mindestens zweimal im Monat zu hören und beschäftigt sich mit dem Lieblingsthema: Metal.
In Folge 0 wird erzählt, was im Podcast zu hören sein wird und wer die Kommentatore eigentlich sind: Jakob (Schlagzeuger bei Skythen, [soon] und Parity Boot) ist bereits seit zwölf Jahren bei Powermetal.de, bewertet die neuesten Veröffentlichungen im Soundcheck mit und hört alles an Musik, welche etwas vertrackter und anspruchsvoller ist – von Prog Metal über Deathcore bis Djent. Fast ebenso lange im Team ist Marcel. Ein ganzes Jahrzehnt schreibt er schon für uns und ist ebenfalls Teil des Soundchecks. Er ist der Traditionalist in der Runde und mag Klänge des klassischen Heavy Metal, Power Metal und Thrash Metal. Pia ist nach einer Weile Abstinenz zu Powermetal.de zurückgekehrt. In dieser Zeit war sie für Metal4 unterwegs und hat das englischsprachige Webzine Metal & High Heels aufgebaut, für das sie weiterhin podcastet. Ihr haben es die härteren, aber auch die moderneren Töne angetan – Death Metal und Metalcore jeglicher Coleur. Abgemischt wird der Podcast von Tobias (Gitarrist bei Living Abyss, Kings Winter und Redakteur bei Powermetal.de).

## Rezeption
In der Grundlagenstudie Schwarzmetall und Todesblei – Über den Umgang mit Musik in den Black- und Death-Metal-Szenen Deutschlands von Sarah Chaker wurde die Website zu den wichtigen Online-Angeboten der Black- und Death-Metal-Szene gezählt. In dem 2008 erschienenen Szene-Portrait Das Phänomen Heavy Metal nennt der Autor Christoph Lücker das Webzine eines der bedeutendsten in deutscher Sprache.

## Belege
1. ↑  Buchwurm.info
2. 1 2  
Powermetal.de Nutzungsbedingungen. powermetal.de, abgerufen am 20. Oktober 2021.
3. ↑  
Powermetal.de Impressum und Netzwerk. powermetal.de, abgerufen am 27. September 2021.
4. ↑  
Powermetal.de Redaktion. powermetal.de, abgerufen am 20. Oktober 2021.
5. ↑  
Peter Kubaschk: One Nation Underground Part I. powermetal.de, 8. April 2008, abgerufen am 27. September 2021.
6. ↑  Powermetal.de präsentiert das Bang your Head 2003 powermetal.de, 27. August 2003, abgerufen am 17. Januar 2023.
7. ↑  
Powermetal.de präsentierte das Summer Breeze 2002. powermetal.de, 20. September 2002, abgerufen am 20. Oktober 2021.
8. ↑  Spotify
9. ↑  Apple Music.
10. ↑  Sarah Chaker: Schwarzmetall und Todesblei.: Über den Umgang mit Musik in den Black- und Death-Metal-Szenen Deutschlands, Archiv der Jugendkulturen Verlag Berlin 2014, Tabelle 47/48
11. ↑  Christoph Lücker: Das Phänomen Heavy Metal. Ein Szene-Porträt. Nicole Schmenk, Oberhausen 2008, ISBN 978-3-943022-03-2, S. 101.